# Uerdingen
Uerdingen is een stadsdeel van de Kreisfreie Stadt Krefeld in het Rijnland in Noordrijn-Westfalen in Duitsland. Ook de plaats Hohenbudberg hoort bij Uerdingen. Tot 1929 was Uerdingen een zelfstandige stad die in 1255 stadsrechten had gekregen.
De bevolking van Uerdingen spreekt Limburgs. Uerdingen is de naamgever van de Uerdinger linie: ten noorden van deze lijn zegt men ik ten zuiden ich. Uerdingen is ook bekend vanwege de voetbalclub KFC Uerdingen (FC Bayer 05 Uerdingen), die in het seizoen 1995/1996 voor het laatst in de Bundesliga speelde. Er wonen ongeveer 19.000 mensen.

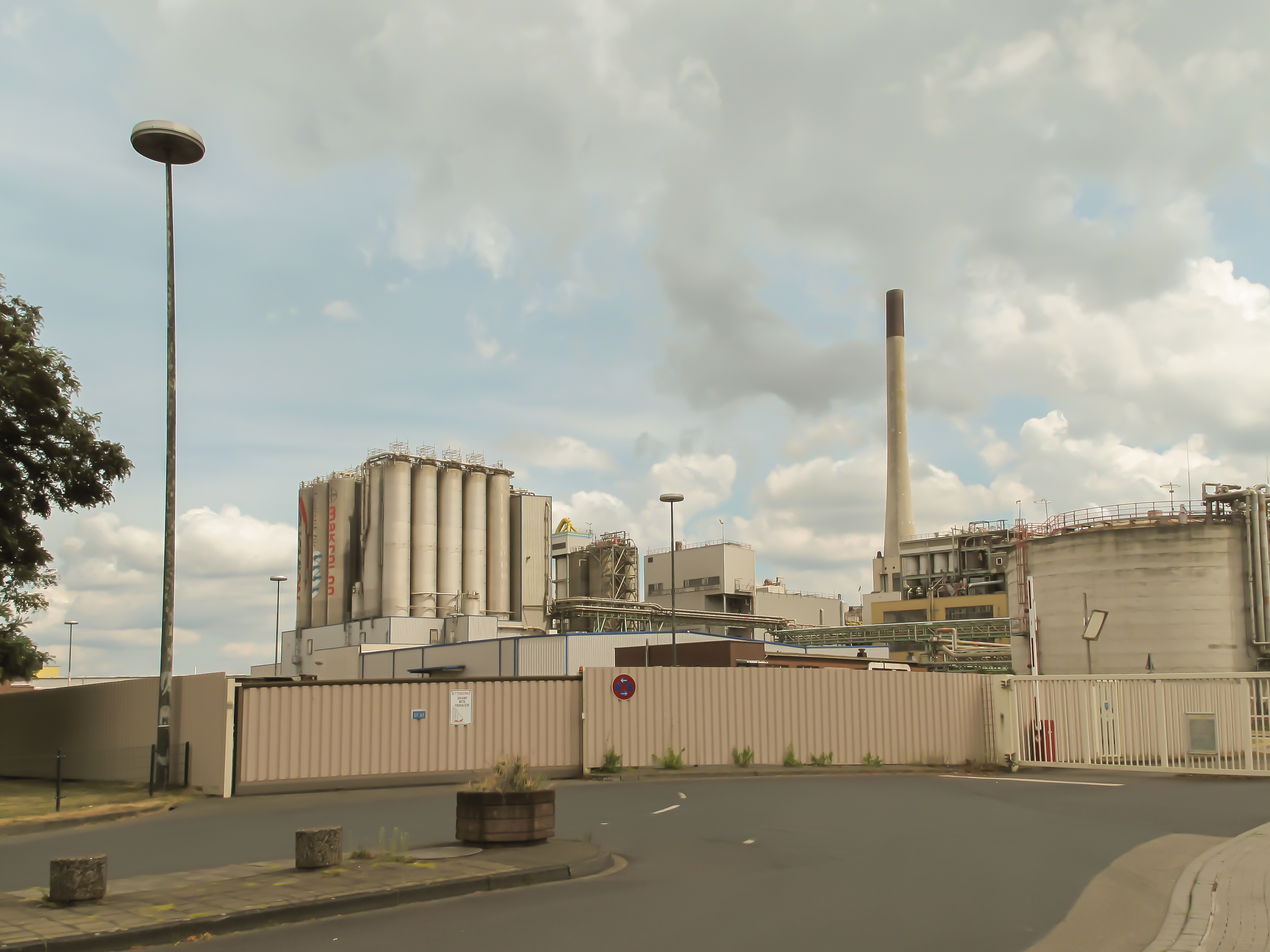
het Chempark

Benrad-Nord ·
Benrad-Süd ·
Bockum ·
Cracau ·
Dießem/Lehmheide ·
Fischeln ·
Forstwald ·
Gartenstadt ·
Gellep-Stratum ·
Hüls · 
 Hülser Berg ·
Inrath/Kliedbruch ·
Kempener Feld/Baackeshof ·
Linn ·
Oppum ·
Stadtmitte ·
Traar ·
Uerdingen ·
Verberg